# ナガセインテグレックス
株式会社ナガセインテグレックス（NAGASE INTEGREX CO., LTD. ）は岐阜県関市にある工作機械製造会社であり、0.001μm（1nm）の加工分解能をもつ機械を開発し販売している。
国立天文台ハワイ観測所すばる望遠鏡や岡山天体物理観測所で使用されている補正板や主鏡などを受注している。

## 沿革
- 1958年 - 株式会社長瀬鉄工所を設立。
- 1991年 - 株式会社ナガセインテグレックスに社名変更。
- 2007年 - 第2回ものづくり日本大賞内閣総理大臣賞を受賞。